# Cheilotrichia oresitropha
Cheilotrichia oresitropha är en tvåvingeart som först beskrevs av Alexander 1927.  Cheilotrichia oresitropha ingår i släktet Cheilotrichia och familjen småharkrankar. Inga underarter finns listade i Catalogue of Life.